# Laoling
Laoling (乐陵市S, LàolíngP) è una città-contea della Cina, situata nella provincia dello Shandong e amministrata dalla prefettura di Dezhou.